# Карлик (роман)
«Карлик» (швед. Dvärgen) — роман шведского писателя Пера Лагерквиста, опубликованный в 1944 году. Считается наиболее значительным его произведением.

## Сюжет
Действие романа происходит в одном из итальянских княжеств в эпоху Возрождения. Главный герой — карлик, находящийся на службе у герцога Леоне и являющийся воплощением зла. Роман написан в форме дневника этого персонажа.

## Восприятие
«Карлик» считается наиболее значительным произведением Лагерквиста. Это философский роман, исследование природы зла.